# Palpaenidea
Palpaenidea es un género de escarabajos  de la familia Chrysomelidae. En 1933 Laboissière describió el género. Contiene las siguientes especies:
- Palpaenidea facialis (Jacoby, 1895)
- Palpaenidea labeonis Laboissiere, 1933